# Shane Dawson
Shane Lee Yaw, mais conhecido como Shane Dawson (Long Beach, Califórnia, 19 de julho de 1988) é um comediante, youtuber, ator e diretor norte-americano. Shane é conhecido por criar situações de comédia com seus vários personagens, todos interpretados por ele (como Shananay, Ned e S-Deezy), por suas imitações (como Paris Hilton e Sarah Palin) e paródias de videoclipes famosos (como “Telephone - Dude’s Version” e “Last Sunday Night”). Ultimamente, Shane tem focado em vídeos no estilo jornalismo investigativo, trabalhando com colegas youtubers, amigos e trazendo informações detalhadas sobre assuntos profundos. Além disso, Shane está se destacando por vídeos de teorias da conspiração.
Seu primeiro canal do YouTube, ShaneDawsonTV, não é mais utilizado pelo youtuber e está atualmente no quadringentésimo octogésimo segundo (482º), com 8,4 milhões de inscritos; enquanto seu principal canal, Shane, está no septuagésimo quarto lugar, com + 20 milhões de inscritos.
Em 2013, Shane criou um podcast chamado “Shane and Friends”, em cada episódio ele e sua coapresentadora, Jessie Buttafuoco, recebem uma celebridade diferente: atores, comediantes e, principalmente, outros youtubers.
Em 2014 Dawson lançou seu primeiro filme, dirigido e protagonizado por ele mesmo, intitulado Not Cool. Em 2015, Shane lançou seu primeiro livro, I hate myselfie, uma biografia onde ele fala sobre sua infância até sua ascensão ao Youtube. Um ano depois, foi publicada sua segunda biografia, It gets worse, onde ele conta mais profundamente sobre temas da sua vida, como bullying, depressão e a aceitação de sua sexualidade.

## Vida pessoal
Ele tem dois irmãos mais velhos, Jared e Jacob. Shane revelou em um vídeo que, quando ele era um adolescente, ele estava acima do peso e era vítima de bullying, devido a isso ele desenvolveu depressão. Desde então, ele perdeu mais de 70 kg. Ele é de ascendência sueca, holandesa, galesa, e inglesa.
Dawson tem 2 cães, Uno um labrador e Honey um husky. Ele também tem um gato chamado Cheeto.
Em julho de 2015 Shane postou um vídeo onde ele revelou ser bissexual, no vídeo ele também falou sobre seus problemas de aceitação a respeito de sua sexualidade, declarando-se bissexual. Esse foi visto mais de 10 milhões de vezes. Neste vídeo ele também afirmou que terminou seu relacionamento de anos com sua namorada e também Youtuber, Lisa Schwartz. Em outubro de 2016, ele revelou que estava namorando o apresentador Ryland Adams, eles estão juntos desde então.

## YouTube
Shane posta vídeos no seu primeiro canal ocasionalmente. Atualmente, não posta no seu segundo canal, nem terceiro canal. Shane é considerado um youtuber veterano, estando no site há praticamente uma década. Mesmo assim, ele voltou a ter atenção em massa em 2018, quando começara a falar sobre temas profundos nas chamadas docu-series, entre elas: Uma série de 3 vídeos sobre Tana Mongeau, também youtuber, e sobre sua fracassada convenção,  TanaCon (série a qual lhe rendeu mais de 48 milhões de visualizações); Uma série sobre a suposta mente sociopata do também youtuber Jake Paul, sendo 8 partes com mais de 153 milhões de visualizações; E, talvez a sua série mais famosa, um documentário de 5 partes sobre um dos mais famosos, ricos e controversos youtubers, Jeffree Star.Em 2019, Shane voltou a fazer vídeos de teorias da conspiração, falando profundamente de temas como os incêndios de Camp Fire, na Califórnia e teorias sobre a rede de pizzaria, Chuck E. Cheese´s.

## Prêmios e nomeações
| Ano  | Categoria             | Premiação          | Resultado |
| ---- | --------------------- | ------------------ | --------- |
| 2010 | "Best Vlogger"        | Streamy Awards     | Ganhou    |
| 2010 | "Choice Web Star"     | Teen Choice Awards | Ganhou    |
| 2011 | "Choice Web Star"     | Teen Choice Awards | Indicado  |
| 2018 | "Documentary"         | Streamy Awards     | Ganhou    |
| 2018 | "Creator of the Year" | Steamy Awards      | Ganhou    |